# La primavera (canción de Estopa)
«La primavera» es el primer sencillo de Estopa, editado en 2011 del álbum Estopa 2.0.
Fue lanzado el día 7 de octubre en exclusiva en su web, el 9 en las radiofórmulas y el 11 en Spotify, iTunes y demás plataformas de compra digital.

## Listas
| Lista                       | Mejor posición | Certificación |
| --------------------------- | -------------- | ------------- |
| Lista de Descargas Española | 16             | -             |
| Lista de Radio Española     | 2              | -             |